# Китабское бекство
Китабское бе́кство или Китабский вилайет (узб. Kitob bekligi / Kitob viloyati)
— административная единица в составе Бухарского эмирата, на территории современного Узбекистана. Административным центром являлся Китаб.